# Bosna
För andra betydelser, se Bosna (olika betydelser).

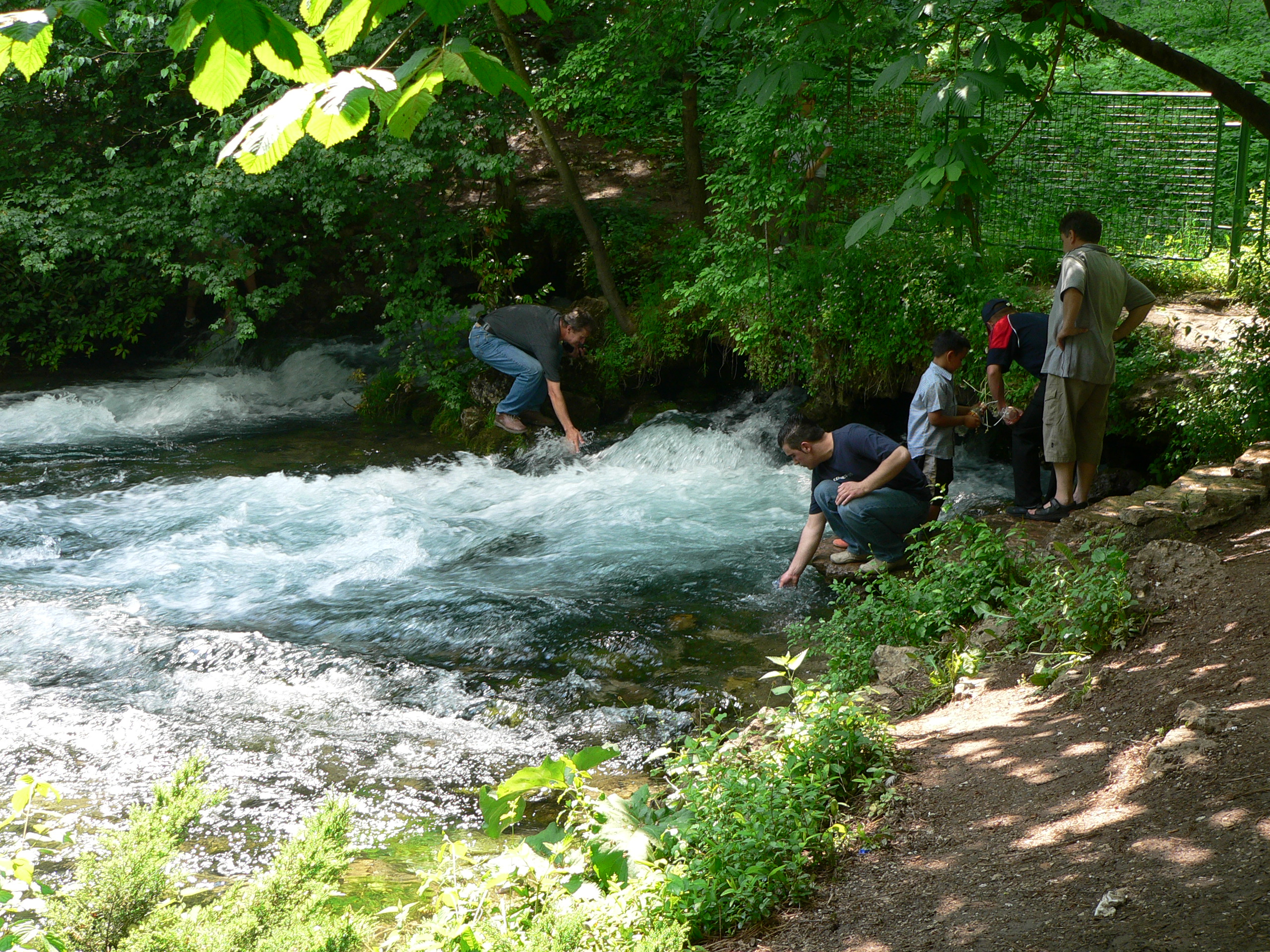
Besökare tar vatten ur Bosnas källa, Vrelo Bosna.

Bosna är en flod i Bosnien-Hercegovina. Dess källa, Vrelo Bosna ligger i närheten av huvudstaden Sarajevo, vid berget Igman på 560 meters höjd, och är ett populärt utflyktsmål. Bosna mynnar ut i floden Sava, som utgör en naturlig gräns mot Kroatien i norr. Bosnas sammanlagda längd är 271 kilometer. Flodstränderna är tätt befolkade och flera av landets större städer ligger utmed floden.
Under romersk tid kallades floden för Bosona. Enligt en teori är stammen bos av illyriskt ursprung och står för rinnande vatten. 